# Stirling County RFC
El Stirling County Rugby Football Club es un equipo de rugby de Escocia con sede en la ciudad de Stirling.

## Historia
Fue fundado en 1880, siendo aceptado como club oficial por la federación de Escocia en 1904.
Desde el año 1995 hasta 2019 su principal equipo participó en la Premiership en el cual logró un campeonato en 1995.
Desde 2019 hasta 2024 su primer equipo compitió en el Súper Series torneo que finalmente fue eliminado por la federación de Escocia, regresando el primer equipo al sistema de ligas de Escocia.

## Palmarés
- Súper Series (1): 2023
- Premiership (1): 1994-95
- Supercopa de Escocia (1): 2018-19